# Ley General del Equilibrio Ecológico y la Protección al Ambiente (México)
La Ley General del Equilibrio Ecológico y Protección al Ambiente (también conocida por su abreviatura como LGEEPA) es la máxima ley de derecho ambiental en México que regula lo relativo al quinto lugar del cuarto artículo de la Constitución Política y el artículo 25. Fue promulgada el 28 de enero de 1988.
El Ordenamiento ecológico se define, jurídicamente, como "El instrumento de política ambiental cuyo objeto es regular o inducir el uso del suelo y las actividades productivas, con el fin de lograr la protección del medio ambiente y la preservación y el aprovechamiento sustentable de los recursos naturales, a partir del análisis de las tendencias de deterioro y las potencialidades de aprovechamiento de los mismos" (Ley General del Equilibrio Ecológico y la Protección al Ambiente, Título Primero, Art.3 fracción XXIV). Con lo que se establece un marco básico de gestión integral del territorio y sus recursos, siendo además una herramienta estratégica para la convergencia entre Estado y Sociedad.
La Ley General del Equilibrio Ecológico y la Protección al Ambiente (LGEEPA) establece que el Ordenamiento ecológico es un instrumento que se deberá incorporar en la planeación nacional del desarrollo (Artículo 17). Señala además, cuáles son los criterios que deben considerarse para la formulación del mismo (Artículo 19), cuáles son sus modalidades (Artículo 19 Bis), y describe cuáles son las instancias y los órdenes de gobierno a quienes corresponde la formulación de las diferentes modalidades del Ordenamiento Ecológico, lo mismo que los alcances de dichos programas.
En el Reglamento de la LGEEPA, en materia de Ordenamiento ecológico (Reglamento), se definen las competencias de la SEMARNAT, así como la participación de las dependencias y entidades de la Administración Pública Federal en la formulación, expedición, ejecución, asesoría, evaluación, validación y vigilancia de los ordenamientos ecológicos de competencia federal; la participación en la formulación de los programas de Ordenamiento ecológico regional de interés de la Federación y en la participación en la elaboración y en su caso, la aprobación de los programas de Ordenamiento ecológico local. Finalmente, cada Entidad Federativa tiene atribuciones particulares en materia de Ordenamiento ecológico, establecidas en su respectiva legislación local.